# Emotion & Commotion
Albums de Jeff Beck
Loud Hailer
(2016)
Emotion and Commotion est un album du guitariste de jazz-rock Jeff Beck, sorti le 12 avril 2010, sept ans après son prédécesseur, Jeff, sorti en 2003, et qui a été enregistré avec un orchestre de 64 instruments.

## Enregistrement et compositions
L'album a entièrement été enregistré avec un orchestre complet en accompagnement de la guitare. Tal Wilkenfeld assure la basse, comme Vinnie Colaiuta joue de la batterie et des percussions, et Jason Rebello réalise les claviers. On peut noter la présence de trois chanteuses différentes, Joss Stone, issue de l'univers de la soul et avec qui a déjà collaboré avec Jeff Beck, Imelda May, issue du monde du swing, et Olivia Safe, chanteuse d'opéra. Pete Murray assure la direction de l'orchestre et effectue les arrangements.
Les morceaux sont en partie des compositions personnelles du guitariste et de son claviériste Jason Rebello. On retrouve également un air de Puccini tiré de l'opéra Turandot, Nessun dorma, enregistré sans les instrumentistes, mais toujours avec l'orchestre. Les inspirations et les origines des morceaux sont diverses : Corpus Christi Carol est une chanson traditionnelle anglaise interprétée notamment par Jeff Buckley, Over the Rainbow est une composition de Harold Arlen présente dans le film Le Magicien d'Oz sorti en 1939, I Put a Spell on You est une reprise d'une chanson du chanteur de Rhythm and blues Screamin' Jay Hawkins et Elegy for Dunkirk est issue de la bande originale du film Reviens-moi par Joe Wright.

## Liste des chansons
- 1. Corpus Christi Carol
- 2. Hammerhead
- 3. Never Alone
- 4. Over The Rainbow
- 5. I Put a Spell on You avec Joss Stone
- 6. Serene avec Olivia Safe
- 7. Lilac Wine avec Imelda May
- 8. Nessun Dorma
- 9. There's No Other Me avec Joss Stone
- 10. Elegy for Dunkirk avec Olivia Safe

## Personnel et fiche technique
- Producteur : Steve Lipson
- Producteur exécutif : Trevor Horn
- Mixage : Steve Lipson (principal) ; Tim Weidner, Edd Hartwell, Sam Farr, Niko Bolas, Niall Acott, Graham Archer, Steve Price, Alan Branch (additionnel)
- Mastering : Ian Cooper
- Notes : Jeff Beck et Steve Lipson
- Crédits photographiques : Paul Conroy, Ross Halfin, John Lambeth, Steve Lipson, Sakura, Robert Simeon
- Manager de Jeff Beck : Harvey Goldsmith
- Assistante : Serena Emden
- Agent de liaison : Tommy Tyekiff
- Enregistré à : Sarm Studios, Angel Studios (assistant : Jeremy Murphy), Stagg Street Studio (assistant : Jorge Velasco), à Los Angeles.
- Guitare : Jeff Beck
- Guitare basse : Tal Wilkenfeld, Chris Bruce, Pino Palladino
- Batterie : Vinnie Colaiuta, Clive Deamer, Earl Harvin, Alessia Mattalia
- Percussion: Luis Jardim
- Claviers : Jason Rebello, Pete Murray
- Orchestration : Isovel Griffiths
- Chanteuses : Joss Stone, Olivia Safe et Imelda May

## Éditions
La version numérique qu'on peut acheter sur les plates formes de téléchargement en ligne comporte une onzième piste, Poor Boy, enregistrée avec Imelda May.
Une série limitée de l'album comporte un DVD de six chansons du concert de Jeff Beck donné en 2007 au Crossroads Guitar Festival d'Eric Clapton

## Sources et bibliographie
- Site officiel de Jeff Beck 1
- Article du magazine Guitar World 2(en)
- Article d'USA Today 3 (en)